# 流水落花
《流水落花》（英語：Lost Love）是一部以寄養家庭為主題的電影，為香港「首部劇情電影計劃」第六屆專業組的得獎作品，獲得香港電影發展局電影發展基金與創意香港資助。由賈勝楓導演，羅金翡編劇，鄭秀文、陸駿光、談善言主演，於2022年11月13日第19屆香港亞洲電影節首度公映，為電影節閉幕電影之一，並於2022年末上映六場優先場以參選第41屆香港電影金像獎。2023年3月2日正式上映。
電影於第29屆香港電影評論學會大獎中獲評為「推薦電影」，鄭秀文憑藉本片第二度獲得香港電影評論學會大獎「最佳女演員」，首次獲得香港電影導演會年度大獎「最佳女主角」，及歷經十次提名後首度獲得第41屆香港電影金像獎「最佳女主角」，終嘗金像影后殊榮。

## 劇情
陳天美（鄭秀文 飾）和何彬（陸駿光 飾）透過莫姑娘（談善言 飾）申請成為寄養家庭，夫婦倆很用心，迎來各有問題的小孩在他們人生不同階段出現——因母親毒癮而缺乏照顧的文森、父母離異被當人球的小菁、患有兔唇遭嫌棄的小花、苦苦等待一個家的阿明（趙啓嵐）、與及對成年人失去信任的家希家朗姊弟。天美在小孩身上看到了父母、同學、社會造成的傷痕，她用盡方法讓眾人重拾希望，成為大家依靠、好好相處的家人。 別人都讚天美偉大，但她知道，是這班孩子拯救了她。因為一直無法磨滅喪兒傷痛的天美，直到遇上寄養孩子後，她早已掏空了的心才有所寄託，重拾做母親的感覺；本來有缺陷之家，也暫時得到填補。 父母養育孩子，其實很多時候，是孩子拯救了父母。 十三年間，天美醉心於照顧小孩，永遠都一意孤行。何彬出軌，終於讓她聽見埋藏在對方內心的說話，當下天美才意識到自己忽略對方的感受，忘卻了孩子真正需要。往後的日子，儘管何彬努力補救，天美仍遲遲未能確定自己心意。最終靠著寄養小孩有意無意的啟發，才幫助他們挽回這段關係。 正當夫婦與快將升上大學的寄養孩子仲恆過著簡單快樂的時光，卻迎來一場突變；流水運送落花，人生的旅程還是會延續下去，勾起淡淡思念。

## 演員
| 演員   | 角色       | 簡介                                  |
| 鄭秀文 | 陳天美     | 天美姨姨 寄養家庭母親，何彬之妻       |
| 陸駿光 | 何彬       | 彬叔叔 寄養家庭父親，陳天美之夫       |
| 談善言 | 莫姑娘     | 社工                                  |
| 黃梓樂 | 張文森     | 因母親染有毒癮而缺乏照顧的男孩        |
| 李昀蔚 | 菁菁       | 因父母離異而被當人球的女孩            |
| 吳祉嶠 | 小花       | 患有兔唇的女孩                        |
| 趙啓嵐 | 譚俊明     | 渴望一個家的男孩                      |
| 曾睿彤 | 李家希     | 對成年人失去信任的女孩，家朗之姊      |
| 徐嘉謙 | 李家朗     | 對成年人失去信任的男孩，家希之弟      |
| 劉朝健 | 仲恆       | 即將升讀大學的寄養家庭少年            |
| 黃梓軒 | 何志滔     | 陳天美及何彬的兒子，3歲時因心臟病離世 |
| 谷祖琳 | 校巴司機   | （特别演出）                          |
| 黃慧君 | 士多老闆娘 | （特别演出）                          |
| 梁雍婷 | 菁菁母親   | （特别演出）                          |

## 製作
本片為香港電影發展基金資助的「首部劇情電影計劃」專業組得獎作品。鄭秀文很喜歡此劇本，並因為希望能夠身體力行支持新導演，故零片酬接拍此電影。

## 電影歌曲
| 曲別   | 歌名           | 作曲 | 作詞   | 編曲   | 監製                   | 演唱者 |
| ------ | -------------- | ---- | ------ | ------ | ---------------------- | ------ |
| 主題曲 | 我這樣活了一天 | 永夏 | 林若寧 | 江逸天 | 江逸天/蔡德才@人山人海 | 鄭秀文 |

## 發行
2022年11月13日在香港亞洲電影節閉幕環節中進行世界首映，公映兩場。香港票房暫為700万港元。

## 奬項
| 年份                     | 頒獎典禮                       | 獎項                                   | 入圍者                                                  | 結果 |
| ------------------------ | ------------------------------ | -------------------------------------- | ------------------------------------------------------- | ---- |
| 2023                     | 第29屆香港電影評論學會大獎     | 最佳電影                               | 《流水落花》                                            | 提名 |
| 2023                     | 第29屆香港電影評論學會大獎     | 最佳導演                               | 賈勝楓                                                  | 提名 |
| 2023                     | 第29屆香港電影評論學會大獎     | 最佳編劇                               | 羅金翡、賈勝楓                                          | 提名 |
| 2023                     | 第29屆香港電影評論學會大獎     | 最佳女演員                             | 鄭秀文                                                  | 獲獎 |
| 2023                     | 第29屆香港電影評論學會大獎     | 推薦電影                               | 《流水落花》                                            | 獲獎 |
| 2023                     | 2022年度香港電影導演會年度大獎 | 最佳女主角                             | 鄭秀文                                                  | 獲獎 |
| 2023                     | 第41屆香港電影金像獎           | 最佳女主角                             | 鄭秀文                                                  | 獲獎 |
| 2023                     | 第41屆香港電影金像獎           | 最佳服裝造型設計                       | 文念中、郭妍慧                                          | 提名 |
| 2023                     | 第41屆香港電影金像獎           | 最佳原創電影歌曲                       | 《我這樣活了一天》 作曲：永夏 填詞：林若寧 主唱：鄭秀文 | 獲獎 |
| 2023                     | 第25屆烏甸尼遠東電影節         | White Mulberry Award (Special Mention) | 賈勝楓                                                  | 獲獎 |
| 2024                     |                                |                                        |                                                         |      |
| 第37屆中國電影金雞獎     |                                |                                        |                                                         |      |
| 金雞獎最佳中小成本故事片 | 《流水落花》                   | 提名                                   |                                                         |      |
| 金雞獎最佳導演處女作     | 賈勝楓                         | 提名                                   |                                                         |      |

## 備註
1. ↑  截至2023年7月31日

## 外部連結
- 流水落花的Facebook專頁
- 流水落花的Instagram帳戶
- 香港影庫上《流水落花》的資料（繁體中文）
- 豆瓣电影上《流水落花》的資料 （简体中文）
- 互联网电影数据库（IMDb）上《流水落花》的资料（英文）